# Christmas in Diverse City
Christmas in Diverse City è il quinto album discografico in studio (il primo natalizio) del cantante christian rap statunitense TobyMac, pubblicato nel 2011.

## Tracce
1. Christmas This Year (featuring Leigh Nash) – 3:31 (Cary Barlowe, Jesse Frasure, Toby McKeehan)
2. The First Noel (featuring Owl City) – 3:32 (tradizionale)
3. Mary's Boy Child (featuring Jamie Grace) – 2:35 (Jester Hairston)
4. O Come All Ye Faithful – 3:54 (tradizionale)
5. Little Drummer Boy – 3:37 (Katherine K. Davis, Henry Onorati, Harry Simeone)
6. This Christmas (Father of the Fatherless) (featuring Nirva Ready) – 3:01 (Randy Crawford, McKeehan, Jeff Savage)
7. Carol of the Kings (featuring Gabe Real & Liquid) – 3:56 (Michael Allen, Victor Oquendo, Traditional)
8. Birth of Love – 4:17 (Benjamin Crespo, Brian Haley, Sarai Siddiqui)
9. What Child Is This? – 2:45 (tradizionale)
10. It Snowed – 4:14 (Tim Rosenau)
11. Angels We Have Heard on High – 4:40 (tradizionale)
12. Santa'scomin'baka'round! – 3:51 (Derrick "D.O.A." Allen, Todde Lawton, Doug Lovelace)
13. Christmas Time – 4:29 (Byron Chambers, Tamara Chambers, Ivan Santiago)

## Classifiche
| Classifica (2011) | Posizione raggiunta |
| ----------------- | ------------------- |
| USA Billboard 200 | 84                  |